# Хозяйка горы
Хозяйка горы (порт. A Dona do Pedaço; английское название: Sweet Diva) — бразильская теленовелла, созданная и транслируемая Globo. Премьера состоялась 20 мая 2019 года, заменив Седьмой хранитель (|O Sétimo Guardião), и закончилась 22 ноября 2019 года. Сценарий был написан Вальсиром Карраско в сотрудничестве с Марсио Хайдуком, Нельсоном Надотти и Винисиусом Вианной; под руководством Андре Барроса, Бернардо Са, Бруно Мартинса Мораеса, Каэтано Карузо и Висенте Кубрусли, общим руководством Лучано Сабино и художественным руководством Аморы Маутнер.
В главных ролях снялись Джулиана Паес, Маркос Пальмейра, Агата Морейра, Паолла Оливейра, Наталия Дилл, Серхио Гиз, Кайо Кастро и Рейнальдо Джанеккини, при особом участии Фернанда Монтенегро.

## Сюжет
В 1999 году в вымышленном городе Рио-Вермелью семьи дружинников Рамиреса и Матеуса жили в войне на протяжении поколений, пока Мария да Пас (Хулиана Паес) и Амадеу (Маркос Пальмейра) не полюбили друг друга и не заключили между собой мирное соглашение. Однако в день свадьбы Амадеу загадочным образом застрелен, и война возобновляется, в результате чего Мария бежит в Сан-Паулу, не зная, что беременна. Матери обоих кланов заключают сделку и лгут семьям, что и Мария, и Амадеу мертвы, но в отместку отец Амадеу приказывает убить племянниц Марии. Обе девочки чудесным образом спасаются: Фабиана оказывается в монастыре, а Вирджиния живёт на улице, пока её не усыновила богатая пара Беатрис (Наталия ду Вале) и Отавио (Хосе де Абреу). Двадцать лет спустя Мария становится успешным предпринимателем в сфере выпечки благодаря семейным рецептам, хотя никогда не ладит со своей дочерью Жозиан (Агата Морейра), которая критикует её поведение и внешний вид. Джозиан знает, что ей нужна её мать, чтобы добиться социальной проекции, которая ей нужна, чтобы стать влиятельным лицом, и разрабатывает план с помощью Режиса (Рейнальдо Джанеккини). Мария воссоединяется с Амадеу и обнаруживает ложь, которая их разлучила, но они не могут возобновить свой роман, когда его жена Хильда (Элоиза Хорхе) серьёзно заболевает. Опустошённая, Мария выходит замуж за Режиса, не представляя, что он — партнёр её дочери в плане завладеть всем её состоянием.
Тем временем племянницы Марии пошли разными путями: Виви (Паолла Оливейра) прославилась в Интернете своей харизмой, обладая всем, о чём всегда мечтала Жозиан, и живёт захватывающим романом с Чиклете (Сержиу Гизэ), не зная, что он наёмный убийца, посланный её казнить, — хотя он тоже любит её. Фабиана (Наталия Дилл), с другой стороны, провела жалкую жизнь в монастыре и, узнав, что Виви — её сестра, решает разрушить свою жизнь, питаемая ненавистью к различным жизненным возможностям, которые у них были. Кроме того, Фабиана также начинает угрожать Отавио и Хозиане, раскрывая их секреты.

## В ролях
- Джулиана Паес в роли Марии да Пас Собрал Рамирес[5][6][7]
- Маркос Палмейра в роли Амадеу да Пенья Матеуса[7][8]
- Агата Морейра в роли Хозиан «Джо» Собрал Рамирес Матеус[9][10]
- Рейнальдо Джанеккини в роли Режиса Мантовани[7][11]
- Паолла Оливейра в роли Вирджинии Собрал Рамирес / Вирджинии Гедес «Виви»[12][13]
- Наталия Дилл в роли Фабианы Собрал Рамирес / Фабианы ду Росарио[14]
- Серхио Гиз в роли Рикардо Мартинса Рамиреса «Чиклете»[15]
- Кайо Кастро в роли Рок Соуза Макондо[16][17]
- Мальвино Сальвадор в роли Агно Агияра[18][19]
- Дебора Эвелин в роли Лирис Мантовани Агиар[20]
- Элоиза Хорхе в роли Джильды Кунья Матеус[21]
- Ли Тейлор в роли Камило Д’Авила Мунис[22]
- Моника Иоцци в роли Ким Вентуры[23]
- Андерсон Ди Рицци в роли Марсио Соррентино[23]
- Люси Рамос в роли Сильвии Кунья[24]
- Райнер Кадете в роли Теодоро «Тео» Пачеко[25]
- Марко Нанини в роли Эусебио Макондо / Эустакио Макондо Джуниора[26][27][28]
- Рози Кампос в роли Доротеи де Соуза Макондо «Додо»[27][28]
- Наталия ду Вале в роли Беатрис Андраде Гедес[29]
- Хосе де Абреу в роли Отавио Гедеса[29]
- Бетти Фариа в роли Корнелии Макондо Феррейра[27][28][30]
- Тонико Перейра в роли Жоао Франсиско Феррейры «Чико»[27][28][30]
- Сьюли Франко в роли Марлен да Консейсау Валадарис[28][31]
- Нивеа Мария в роли Эвелины Собрал Рамирес[32]
- Ари Фонтура в роли Антеро Валадареса[28][33]
- Гильерме Лейкам в роли Леандро Рамиреса Мартинса «Мао Санта»[34]
- Рафаэль Кейрос в роли Раэля Матеуса[35]
- Наталия Тимберг в роли Глэдис Мантовани[36]
- Розамария Муртинью в роли Линды Андраде[37]
- Розан Гофман в роли Эллен да Роша[38]
- Гламур Гарсия в роли Рэриссона Соузы Макондо / Бритни Соуза Макондо[19][27][39][40]
- Педро Карвалью в роли Абеля да Гамы Ферронья[41]
- Бруно Беван в роли Хосе Элио де Соуза Макондо «Зе Элио»[27]
- Кэрол Гарсия в роли Сабрины де Соуза[27]
- Мел Майя в роли Кассии Мантовани Агиар
- Жоао Габриэль Д’Алелуйя в роли Карлито Кунья Матеуса
- Каду Либонати в роли Рауля Пачеко «Мерлин»
- Бранка Превилиато в роли Присцилы де Альбукерке «При»
- Бетто Маркес в роли Антонио «Тонью» Рибейро
- Освальдо Мил в роли Косме Перейры[42]
- Дуио Ботта в роли Джардела[43]
- Мариано Джуниор, как Савио
- Дуда Нэгл в роли Пауло Роберто Видигала
- Бруна Хаму в роли Жоаны Фернандес
- Катарина де Карвалью в роли Альбы
- Фелипе Титто в роли Абдиаса
- Глаусио Гомес в роли Николя
- Тьяго Томе, как Адриано
- Фернандо Зили, как Андре
- Пабло Титто в роли Тико
- Лучиана Фернандес в роли Джениффер
- Джардель Камело, как Бето
- Бруно Барбоза в роли Эурико
- Самира Лохтер в роли Суэли
- Чан Суан, как Наоми
- Дани Гимарайнш в роли Лигии

### Приглашённые звезды
- Фернанда Монтенегро в роли Дульсе Рамирес[4][32][44]
- Мейв Джинкингс в роли Зенаиды Собрал Рамирес[32][45]
- Дионисио Нето в роли Хельсио Рамиреса[32]
- Генезио де Баррос в роли Адемира Рамиреса[32]
- Луис Карлос Васконселос в роли Мироэля Матеуса[8]
- Джуссара Фрейре в роли Нильды Матеус[8]
- Аламо Фако в роли Висенте да Пенья Матеуса[8]
- Ауреа Мараньян в роли Тицианы да Пенья Матеус[46]
- Исмаэль Канеппеле в роли Мурило Матеуса[35]
- Сезар Феррарио в роли Адао Рамиреса Мартинса[47]
- Мария Сильвия Радомиль в роли Беренис Рамирес Мартинс[47]
- Берта Лоран в роли Диноры[48]
- Фернандо Эйрас в роли падре Элиаса[49]
- Регина Сампайо в роли Мадре Марии[50]
- Синтия Сенек в роли Эдилин Перейра[42]
- Гретхен в роли Джины[51]
- Эмилио Морейра в роли Айртона Рамиреса[32]
- Ана Баррозу в роли Хозиан Рамирес[32]
- Патрисия Пальярес в роли Ирма Фатимы
- Мирелла Сабаренсе в роли Чайлд Марии да Пас[52]
- Малу Фернандес в роли Чайлд Зенаид[53]
- Виктор Агияр в роли молодого Хельсио[50]
- Дуда Батиста в роли ребёнка Вирджинии[54]
- Мария Клара Балдон в роли ребёнка Фабианы[52]
- Бернардо Амиль в роли Чайлда Джуниора
- Луис Фелипе Мело в роли Чайлда Чиклете
- Мари Кардосо в роли Чайлда Хозиана[55]
- Луис Эдуардо Толедо в роли молодого Раэля[56]
- Лео Скарпа в роли Чайлд Рока[52]
- Флавио Биснето в роли Чайлда Зе Элио
- Тео Алмейда в роли Чайлда Рариссона
- Элис Жардим в роли Чайлд Сабрины
- Фатима Бернардес, камео[57]
- Дуду Бертолини, камео[57]
- Камила Коутиньо, камео[57]
- Ана Фуртадо, в роли Геруса

## Производство
Основным источником вдохновения для Вальсира стала теленовелла Vale Tudo, написанная Жилберто Брагой, Агинальдо Силвой и Леонор Бассерес в 1988 году, откуда он использовал историю о злобной дочери, которая ворует у собственной матери, чтобы попытаться подняться в обществе Рио-де-Жанейро. Другим упоминанием стала книга Милдред Пирс, написанная Джеймсом Кейном в 1941 году, в которой рассказывается история матери, страдающей вместе со своей непослушной дочерью. История невозможной любви Хулианы Паес и Маркоса Палмейры и соперничества между семьями была вдохновлена трагедией Уильяма Шекспира «Ромео и Джульетта». В ноябре 2018 года Вальсир Карраско и Амора Мотнер отправились во внутренние районы Эспириту-Санту, чтобы выбрать место для съёмок, но руководство без объяснения причин отказалось от использования штата. Хотя вымышленный город Рио-Вермелью расположен во внутренних районах Эспириту-Санту, съёмки велись в Риу-Гранди-ду-Сул с использованием городов Жагуарао, Нова-Эсперанса-ду-Сул, Сан-Габриэль и Жагуари в качестве декораций.
Первоначально теленовелла называлась Dias Felizes, но позже она была изменена на «Хозяйка горы» (A Dona do Pedaço; буквальный перевод «Владелец произведения»), чтобы выразить борьбу за лучшую жизнь главного героя. Съёмки первого этапа теленовеллы начались 27 февраля 2019 года, а 15 марта 2019 года начались съёмки второго этапа в Estúdios Globo в Рио-де-Жанейро.

## Приём

### Рейтинги
| Время года | Временной интервал (BRT / AMT) | Эпизоды | Первый эфир  | Первый эфир        | Последний эфир  | Последний эфир     | Avg. зрители |
| Время года | Временной интервал (BRT / AMT) | Эпизоды | Дата         | Зрители (в баллах) | Дата            | Зрители (в баллах) | Avg. зрители |
| ---------- | ------------------------------ | ------- | ------------ | ------------------ | --------------- | ------------------ | ------------ |
| 1          | Пн – Сб 9:15 вечера            | 161     | май 20, 2019 | 32,5               | ноябрь 22, 2019 | 44,3               | 35,9         |

### Критика
Несмотря на хорошую аудиторию, мыльную оперу несколько раз критиковали за недооценку интеллекта публики. Веб-сайт Notícias da TV оценил мыльную оперу с отрицательной критикой: 
«Донья ду Педасу воплощает в себе посредственность в прайм-тайм (…) Сомнительные сюжеты и бессвязные персонажи уже стали обычным явлением в 9-часовых теленовеллах Globo, так же как имя Вальсира Карраско уже было синонимом хороших комедий, во времена O Cravo ea Rosa (2000) и Chocolate com Pimenta (2003). Деревенские и незатейливые сценарии (-тогда-) имели успех. Смена автора на прайм-тайм породила новый тип признания: он даже получает аудиторию, но его качества уже давно нет.

## Награды и номинации
| Year | Award                     | Category                | Nominated                      | Result    | Ref.          |
| ---- | ------------------------- | ----------------------- | ------------------------------ | --------- | ------------- |
| 2019 | Melhores do Ano           | Best Telenovela Actress | Juliana Paes                   | Победа    | [ 70 ]        |
| 2019 | Melhores do Ano           | Best Telenovela Actor   | Reynaldo Gianecchini           | Номинация | [ 70 ]        |
| 2019 | Melhores do Ano           | Best Supporting Actress | Agatha Moreira                 | Номинация | [ 70 ]        |
| 2019 | Melhores do Ano           | Best Supporting Actress | Paolla Oliveira                | Номинация | [ 70 ]        |
| 2019 | Melhores do Ano           | Best Supporting Actor   | Malvino Salvador               | Номинация | [ 70 ]        |
| 2019 | Melhores do Ano           | Best Supporting Actor   | Sergio Guizé                   | Победа    | [ 70 ]        |
| 2019 | Melhores do Ano           | Best Revelation Actress | Carol Garcia                   | Номинация | [ 70 ]        |
| 2019 | Melhores do Ano           | Best Revelation Actress | Glamour Garcia                 | Победа    | [ 70 ]        |
| 2019 | Melhores do Ano           | Best Revelation Actor   | Rafael Queiroz                 | Номинация | [ 70 ]        |
| 2019 | Melhores do Ano NaTelinha | Best Novela             | Best Novela                    | Номинация | [ 71 ] [ 72 ] |
| 2019 | Melhores do Ano NaTelinha | Best Actress            | Agatha Moreira                 | Номинация | [ 71 ] [ 72 ] |
| 2019 | Melhores do Ano NaTelinha | Best Supporting Actress | Fernanda Montenegro            | Победа    | [ 71 ] [ 72 ] |
| 2019 | Prêmio F5                 | Best Telenovela         | Best Telenovela                | Победа    | [ 73 ] [ 74 ] |
| 2019 | Prêmio F5                 | Best Telenovela Actress | Juliana Paes                   | Победа    | [ 73 ] [ 74 ] |
| 2019 | Prêmio F5                 | Best Telenovela Actress | Paolla Oliveira                | Номинация | [ 73 ] [ 74 ] |
| 2019 | Prêmio F5                 | Best Revelation         | Glamour Garcia                 | Победа    | [ 73 ] [ 74 ] |
| 2019 | Prêmio Contigo! Online    | Best Telenovela         | Best Telenovela                | Победа    | [ 75 ] [ 76 ] |
| 2019 | Prêmio Contigo! Online    | Best Telenovela Actress | Juliana Paes                   | Номинация | [ 75 ] [ 76 ] |
| 2019 | Prêmio Contigo! Online    | Best Supporting Actor   | Lee Taylor                     | Номинация | [ 75 ] [ 76 ] |
| 2019 | Prêmio Contigo! Online    | Best Supporting Actor   | Sérgio Guizé                   | Номинация | [ 75 ] [ 76 ] |
| 2019 | Prêmio Contigo! Online    | Best Supporting Actress | Agatha Moreira                 | Номинация | [ 75 ] [ 76 ] |
| 2019 | Prêmio Contigo! Online    | Best Supporting Actress | Paolla Oliveira                | Победа    | [ 75 ] [ 76 ] |
| 2019 | Prêmio Contigo! Online    | TV Revelation           | Carol Garcia                   | Номинация | [ 75 ] [ 76 ] |
| 2019 | Prêmio Contigo! Online    | TV Revelation           | Glamour Garcia                 | Номинация | [ 75 ] [ 76 ] |
| 2019 | Prêmio Contigo! Online    | Best Romantic Couple    | Paolla Oliveira & Sérgio Guizé | Номинация | [ 75 ] [ 76 ] |